# Faiaken
De Faiaken (ook Phaiaken, Phaeaken, Phaeacen of Feaken; Grieks: Phaièkes/Φαίηκες, of Phaiakes/Φαίακες) zijn in Homerus' Odyssee het volk van koning Alcinoüs (Alkinoös) op het eiland Scheria. Odysseus belandde er als schipbreukeling en werd door de koningsdochter Nausikaä gevonden en geholpen. Scheria kan vandaag worden geïnterpreteerd als de eerste technologische utopie. In de mythe van de Argonauten komen de Argonauten op hun terugreis op het eiland van de Faiaken, dat door Apollonius Rhodius Drepane wordt genoemd.
Zij worden getypeerd als een zorgeloos, opgewekt en gastvrij volk van zeevaarders dat eenieder die er belandt, gul onthaalt en thuisbrengt op gedachtenlezende schepen die zonder stuurman of roer hun weg vinden. Op die manier keerde een slapende Odysseus terug op Ithaca, waar hij ontwaakte naast de geschenken die de Faiaken bij hem hadden achtergelaten.
Scheria is een mythologisch eiland, maar wordt al sinds de oudheid geïdentificeerd met het Griekse eiland Corfu (Grieks: Kerkyra). Een van de huidige deelgemeenten van het eiland is direct naar het volk genoemd, Faiakes (Φαίακες). De naam Kerkyra komt van de nimf Kerkyra, dochter van de rivier Asopus en beminde van Poseidon. Uit hun liefde werd Phaeacus geboren, de stamvader van de Faiaken en het eiland werd het eiland der Faiaken.
'Eertijds woonden die [Faiaken] op de vlakten van Hypereia, als buren van de Cyclopen, een twistziek volk, talrijker en machtiger dan de Phaeaken, die keer op keer werden uitgeplunderd. Maar toen nam hun koning, de op een god gelijkende Nausithoös, hen mee naar Scheria, ver van de plaatsen, waar mensen wonen en bedrijvig zijn. Daar bouwde hij hun een stad, die hij met muren omringde, stichtte er tempels voor de goden (..) Hijzelf echter was sedert lang gestorven (..) En in zijn plaats regeerde koning Alcinoös, die zijn wijsheid aan de goden ontleende.' Nausithoös was de zoon van Poseidon en Periboia, de dochter van Eurymedon. 'Die [Eurymedon] heerste eertijds over een volk van reuzen, doch stortte zichzelf en zijn goddeloos volk in het verderf (..) En Nausithoös had twee zonen, Alcinoös en Rhexenor.' Arete was de dochter van Rhexenor en zij huwde haar oom Alcinoös.